# امتیاز سلطان جانی
امتیاز سلطان جانی (بنگالی: ইমতিয়াজ সুলতান জনি؛ زادهٔ ۱۵ سپتامبر ۱۹۶۱) بازیکن فوتبال اهل بنگلادش بود.
وی همچنین در تیم ملی فوتبال بنگلادش بازی کرده است.
وی در مسابقات کشوری و بین‌المللی در مجموع برندهٔ ۳ مدال نقره شده است.